# Lustgarten
Lustgarten (nemško: [ˈlʊstˌɡaʁtn̩]  Park užitkov) je park na Muzejskem otoku v središču Berlina v ospredju Altes Museum. Je v bližini mesta nekdanje Berlinske palače (Berliner Stadtschloss), katere del je bil prvotno. V različnih obdobjih svoje zgodovine je bil park uporabljen kot paradni prostor, prostor za množične shode in javni park.
Območje Lustgarten je bilo prvotno razvito v 16. stoletju kot kuhinjski vrt pri palači, takratni rezidenci volilnega kneza Brandenburga, jedru kasnejše Kraljevine Prusije. Po opustošenju Nemčije med tridesetletno vojno sta Berlin ponovno razvila Friderik Viljem, Veliki volilni knez in njegova nizozemska žena Luise Henriette iz Nassaua. Luise je s pomočjo vojaškega inženirja Johanna Mauritza in krajinskega vrtnarja Michaela Hanffa leta 1646 preuredila nekdanji kuhinjski vrt v formalni vrt s fontanami in geometričnimi potmi ter mu dala današnje ime Lustgarten.
Leta 1713 je Friderik Viljem I. postal pruski kralj in se lotil preoblikovanja Prusije v militarizirano državo. Izruval je babičin vrt in Lustgarten spremenil v s peskom pokrit paradni prostor: Pariser Platz blizu Brandenburških vrat in Leipziger Platz sta bila prav tako urejena kot paradni prostor. Leta 1790 je Friderik Viljem II. dovolil, da se Lustgarten ponovno spremeni v park, toda med francosko okupacijo Berlina leta 1806 je Napoleon tam ponovno uril vojake.
V zgodnjem 19. stoletju se je razširjena in vse bolj bogata Kraljevina Prusija lotila obsežne prenove osrednjega Berlina. Veliko novo klasicistično stavbo, Altes Museum, je na severozahodnem koncu Lustgartna zgradil vodilni arhitekt Karl Friedrich Schinkel, med letoma 1826 in 1829 pa je Lustgarten preoblikoval Peter Joseph Lenné s formalnimi potmi, ki delijo park na šest sektorjev. 13 metrov visok vodnjak v središču, ki ga je poganjal parni stroj, je bil eden od čudes tiste dobe. Leta 1871 je bil vodnjak zamenjan z velikim konjeniškim kipom Friderika Viljema III., delo Alberta Wolffa. Kip je bil odkrit 16. junija 1871. Med letoma 1894 in 1905 je staro protestantsko cerkev na severni strani parka nadomestila veliko večja stavba, Berlinska stolnica (v nemščini Berliner Dom), ki jo je zasnoval Julius Carl Raschdorff.
V letih Weimarske republike je bil Lustgarten pogosto uporabljen za politične demonstracije. Socialisti in komunisti so tam imeli pogoste mitinge. Avgusta 1921 je 500.000 ljudi demonstriralo proti nasilju desničarskih skrajnežev. Po umoru zunanjega ministra Waltherja Rathenaua je 25. junija 1922 v Lustgartenu protestiralo 250.000 ljudi. 7. februarja 1933 je 200.000 ljudi demonstriralo proti novemu režimu nacistične stranke Adolfa Hitlerja: kmalu zatem je bilo javno nasprotovanje režimu prepovedano. Pod nacisti je bil Lustgarten spremenjen v prizorišče množičnih shodov. Leta 1934 so ga tlakovali in odstranili konjeniški kip. Hitler je tam nagovoril množiče, na katerih se je zbralo do milijon ljudi.
18. maja 1942 je odporniška skupina pod vodstvom Herberta Bauma, sestavljena predvsem iz Judov, poskušala uničiti propagandno razstavo Sovjetski raj v Lustgartenu. To je povzročilo odkritje skupine, smrt Bauma v gestapovskem priporu in usmrtitev najmanj 27 članov skupine. V 'povračilni akciji' je glavni varnostni urad Reicha konec maja aretiral 500 judovskih moških in jih takoj polovico pobil. Spominski kamen, ki ga je izdelal Jürgen Raue, postavljen leta 1981, spominja na skupino odpora.
Leta 1944 je bil kip Friderika Viljema III., delo Alberta Wolffa, pretopljen, da bi kovino ponovno uporabili v vojni proizvodnji.
Do konca druge svetovne vojne leta 1945 je bil Lustgarten z bombami razstreljena puščava. Nemška demokratična republika je pustila Hitlerjevo tlakovanje, vendar je okoli parka zasadila lipe, da bi zmanjšala njen militaristični videz. Celotno območje so preimenovali v Marx-Engels-Platz. Mestna palača je bila porušena in kasneje na delu mesta nadomeščena z modernistično Palačo republike.
Gibanje za obnovitev prejšnje vloge parka Lustgarten se je začelo, ko se je Nemčija leta 1990 ponovno združila. Leta 1997 je berlinski senat naročil krajinskemu arhitektu Hansu Loidlu, da preoblikuje območje v duhu Lennéjevega načrtovanja, gradnja pa se je začela leta 1998. Lustgarten ima zdaj fontane in je spet park v središču ponovno združenega Berlina.
- Poenostavljen zemljevid Lustgarten, ki prikazuje Altes Museum in Berlinsko stolnico
- Lustgarten, ki gleda proti severovzhodu proti Berlinski stolnici
- Lustgarten leta 1900, gleda proti severozahodu proti Altes Museum